# Seznam hrvaških biatloncev
Seznam hrvaških biatloncev.

## B
- Nika Blaženić

## C
- Krešimir Crnković

## G
- Žarko Galjanić

## J
- Franjo Jakovac

## K
- Anika Kozica

## L
- Matija Legović

## S
- Petra Starčević
- Andrijana Stipaničić